# Stenoecia dos
Stenoecia dos là một loài bướm đêm trong họ Noctuidae.